# Васильки (Могилёвская область)
Васильки — деревня в составе Головчинского сельсовета Белыничского района Могилёвской области Республики Беларусь.

## Географическое положение
Ближайшие населённые пункты: Малые Васильки, Палиевщина.